# Tušnica
Tušnica (1697 m) – góra w Bośni i Hercegowinie.

## Opis
Jest położona pomiędzy Duvanjskim a Livanjskim poljem, na północ od zbiornika wodnego Buško. Jej najwyższym szczytem jest Vitrenik (1697 m n.p.m.).
Jest zbudowana z wapienia i w większości pozbawiona szaty roślinnej. Znajdują się w niej złoża węgla brunatnego (funkcjonuje tu kopalnia).
Wzdłuż zachodniego podnóża poprowadzono drogę Sinj – Livno.